# Wybory prezydenckie w Słowenii w 2002 roku
Wybory prezydenckie w Słowenii w 2002 roku odbyły się w dwóch turach 10 listopada i 1 grudnia 2002. Do głosowania uprawnionych było 1,61 mln obywateli. W wyniku wyborów nowym prezydentem został Janez Drnovšek, urzędujący premier i lider Liberalnej Demokracji Słowenii. W drugiej turze pokonał niezależną kandydatkę Barbarę Brezigar, wspieraną m.in. przez Słoweńską Partię Demokratyczną i Nową Słowenię. Sprawujący urząd prezydenta od początku niepodległości Milan Kučan nie ubiegał się o ponowny wybór.

## Wyniki wyborów
| Kandydat                 | Partia                        | 1. tura   | 1. tura | 2. tura   | 2. tura |
| Kandydat                 | Partia                        | Głosy     | %       | Głosy     | %       |
| ------------------------ | ----------------------------- | --------- | ------- | --------- | ------- |
| Janez Drnovšek           | Liberalna Demokracja Słowenii | 508 114   | 44,39   | 586 263   | 56,58   |
| Barbara Brezigar         | niezależny                    | 352 520   | 30,80   | 449 995   | 43,42   |
| Zmago Jelinčič Plemeniti | SNS                           | 97 178    | 8,49    |           |         |
| France Arhar             | niezależny                    | 86 836    | 7,59    |           |         |
| France Bučar             | niezależny                    | 37 069    | 3,24    |           |         |
| Lev Kreft                | ZLSD                          | 25 715    | 2,25    |           |         |
| Anton Bebler             | DeSUS                         | 21 165    | 1,85    |           |         |
| Gorazd Drevenšek         | niezależny                    | 9791      | 0,86    |           |         |
| Jure Jurček Cekuta       | niezależny                    | 6184      | 0,54    |           |         |
| Głosy nieważne i puste   | Głosy nieważne i puste        | 15 209    | –       | 14 275    | –       |
| Razem                    | Razem                         | 1 159 781 | 100     | 1 050 533 | 100     |